# Jean-Claude Francolon
Jean-Claude Francolon (né le 23 août 1944) est un photographe, photojournaliste et réalisateur français, longtemps membre de l'agence Gamma, dont il devient actionnaire en 1978 et président en 1994.

## Biographie
Jean-Claude Francolon fait ses débuts dans la photographie de presse en 1969 à l’agence A.P.I.S, une agence spécialisée dans la politique française et la vie parisienne. En parallèle, il collabore au mensuel Virage, un magazine spécialisé dans le sport automobile, pour lequel il couvre les Grand Prix de Formule 1 et les rallyes.
En 1973, il entre à l'agence Gamma, fondée quelques années plus tôt par Gilles Caron et Raymond Depardon, pour laquelle il couvre en tant que grand reporter les principaux conflits des années 1970 : la fin de la guerre du Viêt Nam, le Cambodge, la décolonisation au Mozambique et en Rhodésie, la révolution des œillets au Portugal, la guerre de l'Ogaden entre la Somalie et l'Éthiopie, la guerre du Sahara occidental.
Au mois d'octobre 1980, il est l'un des photographes de l'agence Gamma, filmés par Raymond Depardon pour son film Reporters, sorti en 1981, qui a obtenu le César du meilleur court-métrage documentaire en 1982. 
Devenu actionnaire de Gamma en 1978, il entre au conseil d'administration de l'agence cette même année, avant de devenir directeur adjoint de la rédaction en 1988, directeur général en 1992 et président en 1994. Lorsque l'agence Gamma est rachetée en 1999, il cède sa participation au groupe Hachette Filipacchi Médias.
Après son retrait de l'agence Gamma, Jean-Claude Francolon délaisse quelque peu la photographie pour le cinéma. En 2000, il réalise Désert, un film documentaire sur le peintre Jean Vérame et l'année suivante, son premier court métrage Strada-Maestra, un film de fiction sur le thème de la vengeance, dont l'action se situe en Corse. Puis en 2002 il tourne Sangatte - Transfert, un film documentaire de 52 minutes sur les réfugiés du centre d'hébergement et d'accueil d'urgence de Sangatte, créé en 1999 par le gouvernement Jospin, et installé dans une ancienne usine d'Eurotunnel.
Jean-Claude Francolon est l'auteur de quelques photographies devenues des icônes du photojournalisme,  comme celle de Fidel Castro jouant au basket lors d'une visite officielle au Chili en 1972, ou celle d'un homme marchant sous un parapluie au bord de la mer à Nha Trang, au Vietnam, le visage dévasté par les larmes, traînant dans un sac le corps de sa fille, à la recherche d'une sépulture.

## Expositions
- 2004 : Jean-Claude Francolon : 25 ans de photos d'un grand reporter, Hôtel Malestroit, Bry-sur-Marne

## Livres
- Claude Malhuret, Xavier Emmanuelli, Médecins Sans Frontières : dans leur salle d’attente 2 milliards d’hommes, photographies de Jean-Claude Francolon ,Benoît Gysembergh, Catherine Leroy, Gérard Rancinan, Sebastião Salgado, Arnaud de Wildenberg, Éditions du Chêne, Paris, 1982  (ISBN 978-2-85108-316-6)
- Jean Vérame, Tibesti : le désert et la couleur, texte de Pascal Bonafoux, photographies de Jean-Claude Francolon et Jean Vérame, Genève : Skira , 1989 / Réédition : 1994  (ISBN 978-2-60500-152-1)
- Jean-Claude Francolon, Charles Ciattoni, Espartaco - Le silence du soleil,   Acla Editions, Paris, 1991
- Jean-Louis Moncet, Gérard Fusil, La Passion du Dakar 1987, photographies de Jean-Claude Francolon et Alain Denize, Calmann-Lévy, Paris, 1987  (ISBN 978-2-70211-578-7)
- Jean-Louis Moncet, Gérard Fusil, Un Rallye d'enfer. Paris-Alger-Dakar 1988, photographies de Jean-Claude Francolon et Alain Denize, Calmann-Lévy, Paris, 1988  (ISBN 978-2-70211-673-9)
- Jérôme Bureau, Patrick Blain, Paris-Dakar, le rallye 89, photographies de Jean-Claude Francolon et Alain Denize, Calmann-Lévy, Paris, 1989  (ISBN 978-2-70211-777-4)
- Patrick Zaniroli, Philippe Joubin, Paris-Dakar, le rallye 90, photographies de Jean-Claude Francolon et Alain Denize, Calmann-Lévy, Paris, 1990  (ISBN 978-2-70211-872-6)
- Gérard Cardonne, Jean-Claude Francolon, La Cigogne et le chou, Éditions Ronald Hirlé, Strasbourg, 1997  (ISBN 978-2-91004-856-3)
- André Costa, Jean Claude Francolon, Luc Berujeau, La marque au lion : l'aventure Peugeot des origines à aujourd'hui, Éditions Ronald Hirlé, Strasbourg, 1998 ; réédition 2006  (ISBN 978-2-91472-943-7)
- Isabelle Pacchioni, Jean-Claude Francolon, Patrick Morin, Aromatherapia : tout sur les huiles essentielles ; les connaître, les utiliser, Paris : Éd. Aroma thera, 2011  (ISBN 978-2-954043-20-3)

## Filmographie

### Acteur
- 1981 : Reporters, film documentaire de Raymond Depardon

### Réalisateur
- 2000 : Désert, documentaire sur le peintre Jean Vérame
- 2001 : Strada-Maestra, (court métrage)
- 2002 : Sangatte - Transfert, documentaire sur les réfugiés du centre d'hébergement et d'accueil d'urgence de Sangatte